# Sophie Hansson
Sophie Elizabeth Hansson, född 2 augusti 1998, är en svensk simmare, som ingick i det svenska lag som tog silver på 4×50 meter medley vid europamästerskapen i kortbanesimning 2015 i Netanya, Israel. Hon deltog även i olympiska sommarspelen 2016. Hon fick ett genombrott vid kortbane VM 2021
Sophie Hansson är yngre syster till simmaren Louise Hansson. Även deras yngre bror Gustaf Hansson har börjat konkurrera med sin åldersgrupp i Sverigetoppen.
Sophie Hansson fick sitt stora internationella genombrott vid kortbane VM i Abu Dhabi 2021. Hon var med om att ta två VM-guld i medleylagkapperna, ett brons på 4 ×100 meter frisim och två individuella medaljer på bröstsim 50 meter och 100 meter med tider i världstoppen. På 200 meter bröstsim slutade hon på en fjärdeplats, endast 17 hundradelar från medalj. På 4×50 meter medley var Hansson med och tangerade världsrekordet. Hon slog dessutom svenskt rekord på samtliga bröstsimsgrenar under mästerskapet.
I december 2023 vid kortbane-EM i Otopeni var Hansson en del av Sveriges kapplag som tog guld på 4×50 meter medley.